# Amblyomma crenatum
Amblyomma crenatum (лат.) — вид клещей рода Amblyomma из семейства Ixodidae. Юго-Восточная Азия: Малайский полуостров  и Ява (Индонезия). Паразитируют на яванских носорогах вида Rhinoceros sondaicus. Известен по старым коллекционным сборам. Этот вид, скорее всего, вымер, но он возможно ещё населяет национальный парк Уджунг-Кулон (Ujung Kulon Reserve, остров Ява) и леса Вьетнама, где ещё обитают последние представители почти истреблённого яванского носорога. Вид был впервые описан в 1905 году французским паразитологом Louis Georges Neumann (1846–1930)/